# South Australian Open dicembre 1977
Il South Australian Open Dicembre 1977 è stato un torneo di tennis giocato sull'erba. È stata la 3ª edizione del Torneo di Adelaide, che fa parte del Colgate-Palmolive Grand Prix 1977. Si è giocato ad Adelaide in Australia dal 5 all'11 dicembre 1977.

## Campioni

### Singolare
Tim Gullikson ha battuto in finale  Chris Lewis con il punteggio di 3–6 6–4 3–6 6–2 6–4

### Doppio
Cliff Letcher /  Dick Stockton hanno battuto in finale  Syd Ball /  Kim Warwick con il punteggio di 6–3, 6–4